# Minister voor Milieu en Wonen

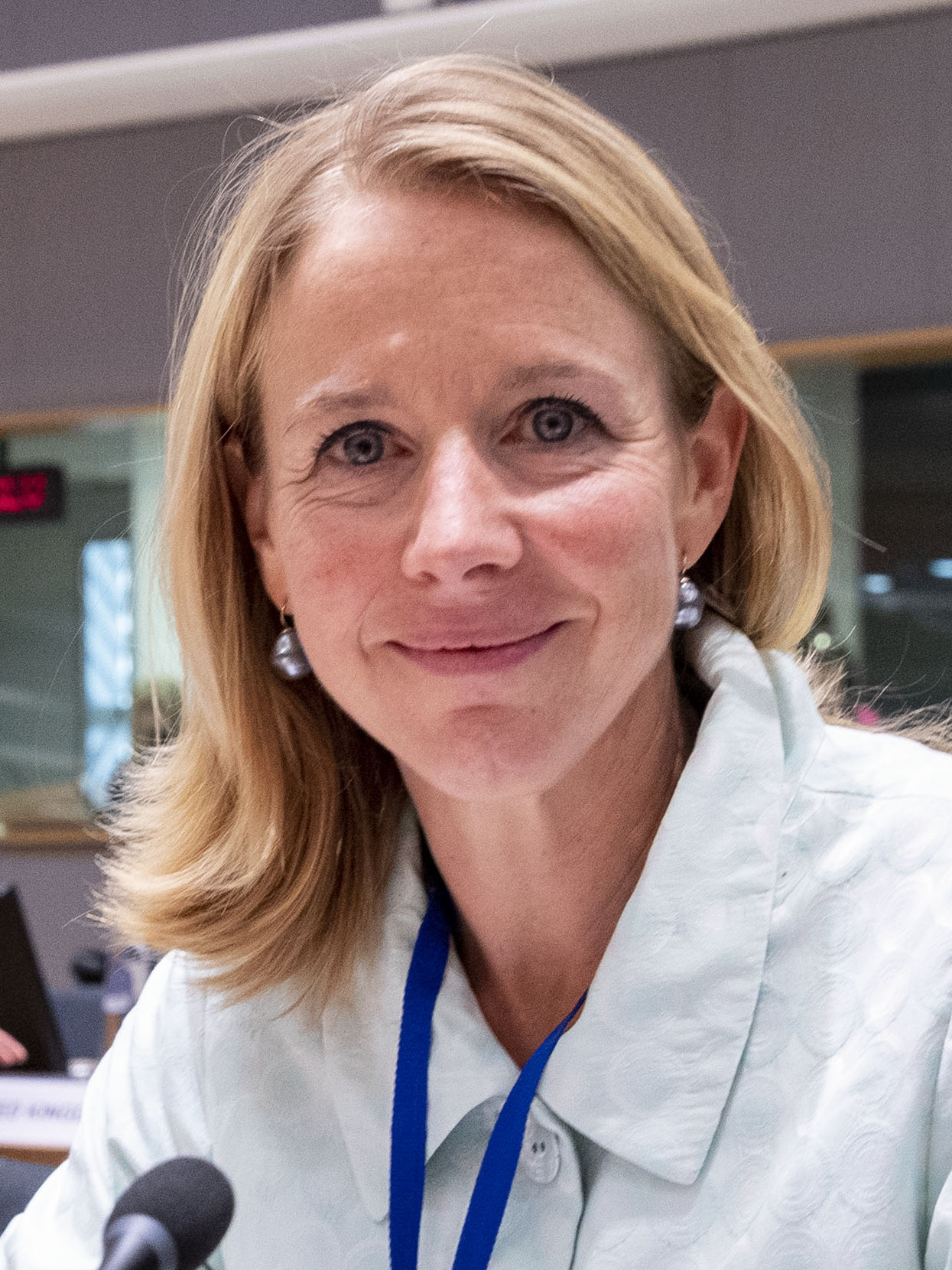
Stientje van Veldhoven; de minister voor Milieu en Wonen in Rutte III

De minister voor Milieu en Wonen was een Nederlandse minister zonder portefeuille in het kabinet-Rutte III. Deze functie was tijdelijk ingesteld op 1 november 2019 omdat Kajsa Ollongren met ziekteverlof ging. De post viel onder het ministerie van Infrastructuur en Waterstaat en werd vervuld door Stientje van Veldhoven (D66) tot 14 april 2020. 
Het takenpakket van deze minister omvatte:
- Milieu (o.a. geluidhinder, externe veiligheid en risico’s, gevaarlijke stoffen, biociden en gewasbescherming buiten landbouw, luchtkwaliteit)
- Circulaire economie
- Duurzaam vervoer
- Verkeersmissies en brandstoffen
- Bodem
- Fietsbeleid
- KNMI
- Autoriteit Nucleaire Veiligheid en Stralingsbescherming
- Planbureau voor de Leefomgeving
- Wonen
- Dienst huurcommissie
- Ruimtelijke ontwikkeling (inclusief structuurvisie en nationale omgevingsvisie)
- Omgevingswet
- Crisis- en Herstelwet
- Wet ruimtelijke ordening en kadaster.